# Леви, Дэвид (астроном)
Дэ́вид Ле́ви (David H. Levy 22 мая 1948 года, Монреаль, Канада) — канадский астроном и научный журналист.
Стал известен как один из первооткрывателей кометы Шумейкеров — Леви 9, которая столкнулась в 1994 году с планетой Юпитер.
Леви обнаружил самостоятельно и вместе с супругами Шумейкерами 22 кометы и написал более 30 книг, большей частью по астрономической теме.
В 2010 году защитил диссертацию доктора философии по истории астрономии в Еврейском университете в Иерусалиме под руководством Лоуренса Бессермана (Lawrence Besserman).

## Эпонимы
Обнаруженный в 1985 году астероид (3673) Леви назван в его честь.